# X Cures Earth ~JAM Project Best Collection X~
X Cures Earth ~JAM Project Best Collection X~ é a décima coletânea "Best Collection" do JAM Project. Como de praxe, contém músicas que o grupo fez para animes, tokusatsu e jogos eletrônicos. Foi lançada em 2 de julho de 2014 pela Lantis e possui 16 faixas.

## Produção
Assim como em algumas coletâneas prévias, foi tomada a decisão de incluir músicas originais. Neste caso, as faixas "Kakusei X", "Mirai e no Chikai", e "Oreryuu Justice".
Videoclipes para as faixas "Kakusei X" e "Wings of the legend" foram produzidos.

## Recepção
O álbum chegou à 26ª posição na Billboard Japan e ficou cinco semanas no Oricon Albums Chart, chegando à 28ª posição.

## Faixas
| N.º            | Título                                  | Letras                         | Música                                      | Usada em                                 | Duração |  |
| 1.             | "Kakusei X"                             | Hironobu Kageyama              | H. Kageyama e Masaki Suzuki                 |                                          | 4:40    |  |
| 2.             | "Wings of the legend"                   | H. Kageyama                    | H. Kageyama e Shiho Terada                  | 2nd Super Robot Wars Original Generation | 6:32    |  |
| 3.             | "Isshoku Sokuhatsu ~Trigger of Crises~" | H. Kageyama                    | H. Kageyama, S Terada e Yoshichika Kuriyama | GARO -YAMI WO TERASU MONO-               | 4:31    |  |
| 4.             | "Babylon"                               | H. Kageyama                    | H. Kageyama e IKUO                          | 2nd Super Robot Wars Original Generation | 3:54    |  |
| 5.             | "Yume Sketch"                           | H. Kageyama                    | H. Kageyama e Kenichi Sudo                  | Bakuman                                  | 4:14    |  |
| 6.             | "Mirai e no Chikai"                     | H. Kageyama                    | H. Kageyama, Ricardo Cruz e K. Sudo         |                                          | 4:51    |  |
| 7.             | "Arashi"                                | Hiroshi Kitadani e Masami Okui | H. Kitadani e M. Suzuki                     | CR Sengoku Arashi                        | 3:48    |  |
| 8.             | "R.I.P. ~Tomo yo Shizuka ni Nemure~"    | H. Kageyama                    | Yoshiki Fukuyama e K. Sudo                  | Uchuu Senkan Yamato 2199                 | 4:57    |  |
| 9.             | "Wildflowers"                           | M. Okui                        | H. Kitadani e Hirofume Miyake               | GARO GAIDEN: TOUGEN NO FUE               | 4:49    |  |
| 10.            | "Kimi no Moto e"                        | Masaaki Endoh                  | M. Endoh e H. Miyake                        | Umizaru                                  | 4:21    |  |
| 11.            | "Oreryuu JUSTICE"                       | M. Okui                        | H. Kageyama                                 |                                          | 4:18    |  |
| 12.            | "PLATONIC"                              | M. Okui                        | M. Okui, S. Terada e Y. Kuriyama            | GARO -YAMI WO TERASU MONO-               | 4:34    |  |
| 13.            | "Kaze ~Tabidachi no Uta~"               | H. Kageyama                    | H. Kageyama, S. Terada e Y. Kuriyama        | Garo: Soukoku no Maryu                   | 5:20    |  |
| 14.            | "Victory Soul"                          | H. Kageyama                    | H. Kageyama e Cher Watanabe                 | V-Jump                                   | 4:38    |  |
| 15.            | "Kimiomov ~Tattaichiri no Kimi e~"      | H. Kitadani                    | H. Kitadani, S. Terada e Y. Kuriyama        | Bakuman                                  | 4:58    |  |
| 16.            | "Mirai e no Daikoukai ~Great voyage~"   | H. Kageyama                    | R. Cruz e K. Sudo                           | 50º aniversário da Tatsunoko Productions | 4:47    |  |
| Duração total: | Duração total:                          | Duração total:                 | Duração total:                              | Duração total:                           | 75:13   |  |

## Integrantes
- Hironobu Kageyama
- Masaaki Endoh
- Hiroshi Kitadani
- Yoshiki Fukuyama
- Masami Okui
- Ricardo Cruz